# Сучанская ЦЭС
Суча́нская центральная электрическая станция — электростанция, действовавшая в городе Сучане (ныне Партизанск) Приморского края с 1931 года. Станция работала на сучанском угле, обеспечивала электроэнергией шахты треста Сучануголь и городские потребности Сучана.
В 1925 году начала работу комиссия по электрификации Приморья, которая предложила строительство Сучанской и Артёмовской электростанций для электроснабжения Сучанских и Артёмовских копей. 10 ноября того же года Дальэкосо приняло решение о строительстве Сучанской ЦЭС. В 1927 году доцентом Государственного дальневосточного университета В. А. Кравцовым был разработан проект Сучанской ЦЭС для шахт Сучана. Площадка для электростанции была выбрана в районе шахты № 2, на которую тогда падал центр нагрузок. Плановая мощность станции составляла 1000 кВт с расширением до 3000 кВт. 20 февраля 1928 года трестом Дальуголь был утверждён проект. 23 мая того же года проект утвердило Главэлектро.
В июне 1928 года начались строительные работы, которые выполнялись силами Сучанских копей. Летом того же года заложен фундамент главного корпуса. В 1930 году строительство было переведено на особый контроль в созданный Дальшахтстрой. Для ускорения строительства сюда направили партию техников и военизированный строительный батальон. За границей были заказаны две турбины Ленинградского металлического завода им. Сталина и три котла «Бобкок — Вилькокс». Весной 1931 года начался монтаж турбин. В июне того же года состоялся пробный пуск турбины. 25 сентября введена в строй первая очередь станции мощностью 2000 кВт. В 1933 году Главэнерго утвердило проект расширения электростанции до 5000 кВт. По проекту устанавливалось два котла Невского завода им. Ленина мощностью 400 кВт каждый и турбогенератор Кировского завода ОК-30 мощностью 3000 кВт. При этом строились новые объекты — градирни, новый водопровод, брызгальный бассейн, углеподача, нефтенасосная, хлораторная, механические мастерские. 15 июля 1936 года реконструированная электростанция была сдана в эксплуатацию. Несмотря на увеличение мощности, Сучанские копи испытывали дефицит электроэнергии. В 1950 году на станции работало 224 человека. В 1949—1950 годах было заменено оборудование, увеличена мощность до 10 800 кВт вместе с американским энергопоездом. Но и этой мощности не хватало для развития шахт. Для нормализации энергоснабжения Сучано-Находкинского промышленного района намечалось строительство Сучанской ГРЭС, которая была сдана в эксплуатацию в 1954 году. В 1962 году на месте прежней электростанции введена в строй швейная фабрика «Молодёжная».